# جيمس فارلي
جيمس فارلي (بالإنجليزية: James Farley)‏ هو كاتب سير ذاتية وسياسي أمريكي، ولد في 30 مايو 1888 في الولايات المتحدة، وتوفي في 9 يونيو 1976 في نيويورك في الولايات المتحدة. حزبياً، نشط في الحزب الديمقراطي. وقد انتخب مدير مكتب البريد العام في الولايات المتحدة ‏ (4 مارس 1933 – 10 سبتمبر 1940) وانتخب عضو جمعية ولاية نيويورك.

## روابط خارجية
- جيمس فارلي على موقع الموسوعة البريطانية (الإنجليزية)
- جيمس فارلي على موقع مونزينجر (الألمانية)
- جيمس فارلي على موقع إن إن دي بي (الإنجليزية)